# Erik Johansson Vasa
Erik Johansson Vasa, né vers 1470 au château d'Örbyhus et mort le 8 novembre 1520 à Stockholm, est un noble suédois de la famille Vasa. Il est seigneur du château de Rydboholm (Österåker) et le père du roi de Suède Gustav Vasa. Il est assassiné lors du bain de sang de Stockholm.

## Biographie
Erik Johansson Vasa appartient à la haute aristocratie suédoise ; il est le fils de Johann Kristiern Vasa († 1477) et de Birgitta Gustafdotter Sture († 1472), la sœur de l’Administrateur du royaume Sten Sture le Vieil. Il est le cousin-germain de Kettil Karlsson Vasa évêque de Linköping et lui aussi Administrateur du royaume en 1464-1465. Sa tante Kristina Vasa était l’épouse d'un autre Administrateur du royaume ; Bengt Jönsson Oxenstierna († 1450)

## Famille
Marié avec Cecilia Månsdotter Eka, il a avec elle 8 enfants, tous nés soit à Orkesta, soit au château de Rydboholm, aujourd'hui situés dans le comté de Stockholm.
1. Gustav Eriksson Vasa (12 mai 1496-29 septembre 1560), futur roi de Suède sous le nom de Gustave Ier de Suède.
2. Margareta Eriksdotter Vasa (1497-31 décembre 1536)
3. Johan Eriksson (né en 1499, mort jeune)
4. Magnus Eriksson (1501-1529)
5. Anna Eriksdotter (1503-1545)
6. Birgitta Eriksdotter (née en 1505, morte jeune)
7. Marta Eriksdotter (1507-1523)
8. Emerentia Eriksdotter (1507-1523)